# 布恩 (爱荷华州)
布恩（Boone）是美国艾奥瓦州布恩县得梅因镇区的城市，是布恩县的县城，它是布恩小都会统计区的主要城市，其中包括整个布恩县。这个小都会统计区以及埃姆斯大都会统计区组成了较大的埃姆斯-布恩联合统计区域。布恩2010年美国人口普查中的人口为12661人。